# Giro dell'Emilia 1997
Il Giro dell'Emilia 1997, ottantesima edizione della corsa, si svolse il 27 settembre 1997 su un percorso di 205,9 km. La vittoria fu appannaggio dell'ucraino (ma con licenza russa) Aleksandr Gončenkov, che completò il percorso in 4h52'00", precedendo l'italiano Sergio Barbero e lo svizzero Felice Puttini.
Sul traguardo di Reggio Emilia 61 ciclisti, su 157 partiti da Finale Emilia, portarono a termine la competizione. 

## Ordine d'arrivo (Top 10)
| Pos. | Corridore            | Squadra            | Tempo    |
| ---- | -------------------- | ------------------ | -------- |
| 1    | Aleksandr Gončenkov  | Roslotto-ZG Mobili | 4h52'00" |
| 2    | Sergio Barbero       | Mercatone Uno      | s.t.     |
| 3    | Felice Puttini       | Refin-Mobilvetta   | s.t.     |
| 4    | Massimo Donati       | Saeco-Cannondale   | s.t.     |
| 5    | Gianluca Bortolami   | Festina-Lotus      | a 10"    |
| 6    | Maurizio De Pasquale | Amore & Vita       | s.t.     |
| 7    | Andrea Ferrigato     | Roslotto-ZG Mobili | s.t.     |
| 8    | Luca Mazzanti        | Refin-Mobilvetta   | s.t.     |
| 9    | Rolf Järmann         | Casino-Ag2r        | s.t.     |
| 10   | Gianpaolo Mondini    | Amore & Vita       | s.t.     |